# Informeller Fehlschluss
Informelle Fehlschlüsse sind eine Art von fehlerhaften Argumenten in der natürlichen Sprache. Die Fehlerquelle liegt nicht nur in der Form des Arguments, wie dies bei formalen Fehlschlüssen der Fall ist, sondern kann auch auf deren Inhalt und Kontext zurückzuführen sein. Obwohl Fehlschlüsse in der Folgerung falsch sind, erwecken sie den Anschein, richtig zu sein und können dadurch Menschen dazu verleiten, sie zu akzeptieren und zu verwenden. Dieser trügerische Anschein hängt oft mit verschiedenen Aspekten der natürlichen Sprache zusammen, wie mehrdeutigen oder vagen Ausdrücken oder der Annahme impliziter Prämissen, anstatt diese explizit zu machen.
Traditionell wurde eine große Anzahl informeller Fehlschlüsse identifiziert, darunter der Fehlschluss der Äquivokation, der Fehlschluss der Amphibolie, der Fehlschluss der Komposition  und der Division, das falsche Dilemma, die Petitio Principii, das argumentum ad hominem und das argumentum ad ignorantiam. Es besteht keine allgemeine Einigkeit darüber, wie die verschiedenen Fehlschlüsse in Kategorien eingeteilt werden sollen. Ein in der Literatur gelegentlich anzutreffender Ansatz ist die Unterscheidung zwischen Fehlschlüssen der Ambiguität, die ihren Ursprung in mehrdeutiger oder vager Sprache haben, Fehlschlüssen der Annahme, bei denen falsche oder ungerechtfertigte Prämissen zugrunde gelegt werden, und Fehlschlüssen der Relevanz, bei denen die Prämissen für die Schlussfolgerung trotz des anderweitigen Anscheins nicht relevant sind.
Die traditionelle Herangehensweise an Fehlschlüsse ist in der zeitgenössischen Philosophie stark kritisiert worden. Dieser Kritik liegt oft das Argument zugrunde, dass die angeblichen Fehlschlüsse gar nicht oder zumindest nicht in allen Fällen falsch sind. Um dieses Problem zu überwinden, wurden alternative Ansätze zur Konzeption von Argumenten und Fehlschlüssen vorgeschlagen. Dazu gehört der dialogische Ansatz, der Argumente als Züge in einem Dialogspiel auffasst, welches darauf abzielt, die andere Person rational zu überzeugen. Für dieses Spiel gelten verschiedene Regeln. Fehlschlüsse werden als solche Verstöße gegen die Dialogregeln definiert, welche den Fortschritt des Dialogs behindern. Der epistemische Ansatz stellt eine weitere Herangehensweise dar. Sein Kerngedanke ist, dass Argumente eine epistemische Rolle spielen: Sie zielen darauf ab, Wissen zu erweitern, indem sie eine Brücke von bereits gerechtfertigten Glaubenshaltungen zu noch nicht gerechtfertigten Glaubenshaltungen schlagen. Fehlschlüsse sind Argumente, die dieses Ziel verfehlen, indem sie eine Regel der epistemischen Rechtfertigung verletzen. Beim Bayesschen Ansatz sind die epistemischen Normen durch die Gesetze der Wahrscheinlichkeit gegeben, mit denen die Grade der subjektiven Glaubenshaltungen übereinstimmen sollten.
Die Untersuchung von Fehlschlüssen zielt darauf ab, die Grundlagen für die Bewertung und Kritik von Argumenten zu liefern. Dies beinhaltet sowohl eine beschreibende Darstellung dessen, was ein Argument ausmacht, als auch eine normative Darstellung dazu, welche Argumente gut oder schlecht sind. In der Philosophie werden Fehlschlüsse in der Regel als eine Art von schlechten Argumenten angesehen und in diesem Sinne nachstehend erläutert. Eine andere Auffassung, die im nicht-wissenschaftlichen Diskurs häufiger anzutreffen ist, betrachtet Fehlschlüsse nicht als Argumente, sondern als falsche, aber populäre Überzeugungen.

## Traditionelle Darstellung
Informelle Fehlschlüsse sind eine Form falscher Argumentation in der natürlichen Sprache. Ein Argument besteht aus einer Reihe von Propositionen, den sogenannten Prämissen, zusammen mit einer weiteren Proposition, die als Schlussfolgerung bezeichnet wird. Die Prämissen in korrekten Argumenten bieten entweder eine deduktive oder eine anfechtbare (defeasible) Unterstützung für die Schlussfolgerung. Die Fehlerquelle bei falschen Argumenten kann in der Form, dem Inhalt oder dem Kontext des Arguments liegen. Liegt der Fehler nur in der Form, handelt es sich um einen formalen Fehlschluss. Informelle Fehlschlüsse können auch formale Fehler enthalten, aber ihnen liegen in erster Linie Fehler auf der Ebene des Inhalts und des Kontextes zugrunde. Informelle Fehlschlüsse sind in natürlicher Sprache ausgedrückt. Dies bringt eine Reihe von Schwierigkeiten mit sich, die bei der Untersuchung formaler Fehlschlüsse nicht auftreten, wie mehrdeutige Begriffe, vage Ausdrücke oder Prämissen, die zwar implizit angenommen, aber nicht explizit erwähnt werden. Traditionell wurde eine große Anzahl informeller Fehlschlüsse identifiziert, darunter der Fehlschluss der Äquivokation, der Fehlschluss der Amphibolie, der Fehlschluss der Komposition und der Division, das falsche Dilemma, die Petitio Principii, das argumentum ad hominem und das argumentum ad ignorantiam. Der traditionelle Ansatz versucht, diese Fehlschlüsse anhand der in diesem Abschnitt erörterten Konzepte und Thesen zu erklären.

### Argumente und Fehlschlüsse
Nur Argumente können einen Fehlschluss darstellen. Verschiedene fehlerhafte Äußerungen gelten nicht als Fehlschlüsse, weil kein Argument vorgebracht wurde, z. B. weil keine Gründe angegeben oder keine Behauptung aufgestellt wurde. Der Kerngedanke von Argumenten besteht darin, dass die Prämissen die Schlussfolgerung unterstützen oder dass die Schlussfolgerung aus den Prämissen folgt. Deduktiv gültige Argumente bieten die stärkste Form der Unterstützung: Für sie ist es unmöglich, dass die Schlussfolgerung falsch ist, wenn alle Prämissen wahr sind. Die Prämissen in nicht-deduktiven Argumenten bieten ein gewisses Maß an Unterstützung für ihre Schlussfolgerung, aber sie sind anfechtbar: Es ist möglich, dass alle Prämissen wahr sind und die Schlussfolgerung dennoch falsch ist. Anfechtbare Argumente können trotz ihrer Fehlbarkeit rational überzeugend sein. Sie stellen also nicht automatisch Fehlschlüsse dar. Die Prämissen eines Arguments können als die Grundlage angesehen werden, auf der die Schlussfolgerung aufgebaut ist. Nach dieser Analogie können zwei Dinge schiefgehen und ein Argument zu einem Fehlschluss machen. Es könnte sein, dass das Fundament wackelig ist. Aber auch ein solides Fundament ist nicht hilfreich, wenn es die betreffende Schlussfolgerung nicht stützt.
Traditionell wurden Fehlschlüsse durch drei notwendige Bedingungen definiert: „Ein Fehlschluss ist (i) ein Argument, (ii) das ungültig ist und (iii) das gültig zu sein scheint“. Diese Definition deckt nur formale Fehlschlüsse ab, da sie die deduktive Ungültigkeit als notwendige Bedingung enthält. Sie kann jedoch leicht modifiziert werden, um informelle Fehlschlüsse einzuschließen, indem diese Bedingung durch einen allgemeineren Begriff wie logische Schwäche oder falsche Argumentation ersetzt wird. Die letzte Bedingung enthält ein psychologisches Element, das sich darauf bezieht, wie das Argument dem Argumentierenden erscheint. Diese Klausel dient dazu, echte Fehlschlüsse von bloßen Denkfehlern, beispielsweise aufgrund von Unachtsamkeit, zu unterscheiden. Der Gedanke dahinter ist, dass Fehlschlüsse ein verführerisches Element haben, das über bloße Nachlässigkeit hinausgeht, indem es Menschen dazu verleitet, den Fehler zu begehen, und so erklärt, warum er überhaupt begangen wurde. Einige Philosophen lehnen diesen Appell an den Anschein ab, weil der Bezug zur Psychologie die Untersuchung auf verschiedene Weise erschweren würde. Ein Problem ist, dass der Anschein für verschiedene Menschen unterschiedlich ist. Dieses Problem würde auch die Sozialwissenschaften betreffen, wenn es darum geht, zu bestimmen, welche Bezugsgruppe von Menschen zur Definition von Fehlschlüssen herangezogen werden sollte. Es wurde darauf hingewiesen, dass es bei der Untersuchung von Fehlschlüssen im Kern um normative Aspekte von Argumenten geht und nicht um ihre Überzeugungskraft, die stattdessen von der empirischen Psychologie untersucht wird.

### Form, Inhalt und Kontext
Die Fehlerquelle bei falschen Argumenten kann in der Form, dem Inhalt oder dem Kontext des Arguments liegen. Die Form oder Struktur eines Arguments wird auch als „Schlussregel“ bezeichnet. Die bekannteste Schlussregel ist der Modus ponens, der besagt, dass bei einer Prämisse der Form „Wenn p, dann q“ und einer weiteren der Form „p“ die Schlussfolgerung „q“ lautet. Schlussregeln sind formal, weil sie nur von der Struktur oder der Syntax der Prämissen abhängen und nicht von deren Inhalt. Ein Argument, das auf dem modus ponens beruht, ist also gültig, egal welche propositionalen Inhalte für „p“ und „q“ verwendet werden.
Der Inhalt eines Arguments findet sich auf der Ebene seiner Propositionen: Er ist das, was in ihnen ausgedrückt wird. Die Quelle vieler informeller Fehlschlüsse liegt in einer falschen Prämisse. Ein falsches Dilemma ist beispielsweise ein Fehlschluss, der auf einer falschen disjunkten Behauptung beruht, die die Realität zu sehr vereinfacht, indem zulässige Alternativen ausgeschlossen werden.
Der Kontext eines Arguments bezieht sich auf die Situation, in der es verwendet wird. Je nach Kontext können einem Argument verschiedene Rollen zukommen. Eine Weise, wie ein Argument fehlschlagen kann, besteht darin, dass es die ihm zugedachte Rolle nicht erfüllt. Das Strohmann-Argument besteht beispielsweise darin, dem Gegner fälschlicherweise eine schwache Position zuzuschreiben und diese dann zu widerlegen. Das Argument selbst mag insofern stichhaltig sein, als die angegriffene Position erfolgreich widerlegt wird. Der Fehler liegt auf der Ebene des Kontextes, da der Gegner diese Position nicht vertritt. Diese Kontextabhängigkeit bedeutet, dass dasselbe Argument in einem anderen Kontext erfolgreich sein kann: gegen einen Gegner, der tatsächlich die Strohmannposition vertritt.

### Natürliche Sprache und Kontrast zu formalen Fehlschlüssen
Formale Fehlschlüsse sind deduktiv ungültige Argumente. Sie sind für den Bereich der formalen Logik von besonderem Interesse, können aber nur einen kleinen Teil der bekannten Fehlschlüsse erklären, z. B. die Bejahung des Nachsatzes oder die Verneinung des Vordersatzes. Viele andere Fehlschlüsse, die in der natürlichen Sprache verwendet werden, z. B. in der Werbung oder in der Politik, sind informelle Fehlschlüsse. So sind z. B. falsche Dilemmata oder die Petitio Principii Fehlschlüsse, obwohl sie deduktiv gültig sind. Sie werden von der informalen Logik untersucht. Ein Teil der Schwierigkeit bei der Analyse informeller Fehlschlüsse ist darauf zurückzuführen, dass ihre Struktur in der natürlichen Sprache nicht immer klar ausgedrückt ist. Manchmal zeigen bestimmte Schlüsselwörter wie „weil“, „deshalb“, „da“ oder „folglich“ an, welche Teile des Ausdrucks die Prämissen und welcher Teil die Schlussfolgerung darstellen. In anderen Fällen bleibt diese Unterscheidung jedoch implizit und es ist nicht immer offensichtlich, welche Teile als Prämissen und welcher als Schlussfolgerungen angesehen werden sollten. Viele informelle Argumente beinhalten enthymematische Prämissen: Prämissen, die nicht ausdrücklich genannt, sondern stillschweigend vorausgesetzt werden. Bei manchen häuslichen Streitigkeiten und politischen Debatten ist nicht von vornherein klar, worüber die beiden Parteien streiten und welche Thesen sie zu verteidigen beabsichtigen. Manchmal hat die Debatte eher die Funktion, diese Vorfragen zu klären, als die eigentlichen Argumente vorzubringen.
Die Unterscheidung zwischen formalen und informellen Fehlschlüssen wird von Deduktivisten abgelehnt, die der Meinung sind, dass deduktive Ungültigkeit der Grund für alle Fehlschlüsse ist. Eine Möglichkeit zu erklären, dass einige Fehlschlüsse nicht deduktiv ungültig zu sein scheinen, besteht darin, dass sie verschiedene versteckte Annahmen enthalten, wie es bei Argumenten in natürlicher Sprache üblich ist. Die Idee ist, dass scheinbar informelle Fehlschlüsse in formale Fehlschlüsse umgewandelt werden können, indem all diese Annahmen explizit gemacht werden und dadurch die deduktive Ungültigkeit aufgedeckt wird. Die Behauptung, dass dies für alle Fehlschlüsse möglich ist, wird nicht allgemein akzeptiert. Eine Voraussetzung für eine formale Behandlung ist die Übersetzung der fraglichen Argumente in die Sprache der formalen Logik, ein Prozess, der als „Formalisierung“ bezeichnet wird. Dabei müssen oft viele Feinheiten der natürlichen Sprache ignoriert werden. Einige Wissensbestände können ohne große Rückstände formalisiert werden, andere widersetzen sich jedoch der Formalisierung. Dies gilt auch für viele informelle Fehlschlüsse.

## Andere Ansätze
Die traditionelle Herangehensweise an Fehlschlüsse hat in der zeitgenössischen Philosophie viel Kritik erfahren. Dieser Kritik liegt oft das Argument zugrunde, dass einige der angeblichen Fehlschlüsse gar nicht oder zumindest nicht in allen Fällen falsch sind. Es wurden verschiedene alternative Ansätze vorgeschlagen, wie Argumente und Fehlschlüsse zu verstehen sind. Diese Alternativen zielen oft darauf ab, zu zeigen, dass es aufgrund ihrer Perspektive möglich ist zu beurteilen, ob ein angeblicher Fehlschluss in einem bestimmten Fall tatsächlich falsch ist. Der dialogische Ansatz verwendet einen spieltheoretischen Rahmen zur Definition von Argumenten und sieht Fehlschlüsse als Verstöße gegen die Spielregeln. Nach dem epistemischen Ansatz ist es das Ziel von Argumenten, Wissen zu erweitern, indem sie eine Brücke von bereits gerechtfertigten Glaubenshaltungen zu noch nicht gerechtfertigten Glaubenshaltungen schlagen. Fehlschlüsse sind Argumente, die dieses Ziel verfehlen, indem sie eine Regel der epistemischen Rechtfertigung verletzen. Es wurde vorgeschlagen, dass es möglicherweise nicht einen einzigen umfassendes Erklärungssystem für die Bewertung aller Fehlschlüsse gibt, sondern nur eine Vielzahl von Idealen, in Relationen, zu denen ein bestimmtes Argument gut oder schlecht sein kann.

### Dialogisch
Der dialogische Ansatz betrachtet Argumente nicht einfach als eine Reihe von Prämissen zusammen mit einer Schlussfolgerung, sondern als einen Sprechakt innerhalb eines Dialogs, der darauf abzielt, die andere Person rational von der eigenen Position zu überzeugen. Eine prominente Version dieses Ansatzes wird von Douglas N. Walton vertreten. Nach seiner spieltheoretischen Konzeption ist ein Dialog ein Spiel zwischen zwei Spielern. Zu Beginn legt sich jeder Spieler auf eine Reihe von Behauptungen fest und hat eine Schlussfolgerung, die er beweisen will. Ein Spieler hat gewonnen, wenn es ihm gelingt, den Gegner von der eigenen Schlussfolgerung zu überzeugen. In diesem Sinne können Dialoge als „Überzeugungsspiele“ bezeichnet werden. Die Spieler können verschiedene Züge ausführen, die sich darauf auswirken, worauf sie festgelegt sind. In diesem Rahmen sind Argumente Züge, die die Festlegungen des Gegners als Prämissen nehmen und zu der Schlussfolgerung führen, die man zu beweisen versucht. Da dies oft nicht direkt möglich ist, werden verschiedene Zwischenschritte unternommen, bei denen jedes Argument einige Schritte in Richtung der beabsichtigten Schlussfolgerung unternimmt, indem es dem Gegner eine Zwischenfolgerung zur Annahme vorschlägt. Dieses Spiel unterliegt verschiedenen Regeln, die unter anderem bestimmen, welche Züge wann erlaubt sind. Der dialogische Ansatz ermöglicht es, zwischen positiven Argumenten, die die eigene Schlussfolgerung unterstützen, und negativen Argumenten, die die Schlussfolgerung des Gegners bestreiten, zu unterscheiden.
Aus dieser Perspektive werden Fehlschlüsse als Verstöße gegen die Dialogregeln definiert. Sie sind „trügerisch schlechte Argumente, die den Fortschritt des Dialogs behindern“. Der Strohmann-Fehlschluss besteht beispielsweise darin, dass man dem Gegner fälschlicherweise eine schwache Position zuschreibt und diese Position dann als Beleg für die eigene Schlussfolgerung anführt. Dieser Fehler ist nicht logisch im engeren Sinne, sondern dialogisch: Die Schlussfolgerung mag wohl aus diesen Prämissen folgen, aber der Gegner hat sich auf diese Position nicht festgelegt. In manchen Fällen ist es von Partie zu Partie unterschiedlich, ob ein bestimmter Zug als Fehlschluss gilt oder nicht. So gibt es beispielsweise Fälle, in denen der tu quoque „Fehlschluss“ gar kein Fehlschluss ist. Dieses Argument, das auch als Appell an die Heuchelei bezeichnet wird, versucht, das Argument des Gegners zu diskreditieren, indem behauptet wird, dass das Verhalten des Gegners nicht mit der Schlussfolgerung des Arguments vereinbar ist. Dieser Spielzug verstößt nicht unbedingt gegen die Regeln des Dialogs. Stattdessen kann er eine Schwäche in der Position des Gegners aufdecken, indem er dessen Kritik auf ihn selbst ablenkt. Dieser Zug verlagert die Beweislast zurück auf den Gegner und stärkt so die eigene Position. Es handelt sich jedoch dann um einen Fehlschluss, wenn es nur dazu dient, einem Argument auszuweichen.

### Epistemisch
Der Kerngedanke des epistemischen Ansatzes ist, dass Argumente eine erkenntnistheoretische Rolle spielen: Sie zielen darauf ab, Wissen zu erweitern, indem sie eine Brücke von bereits gerechtfertigten Glaubenshaltungen zu noch nicht gerechtfertigten Glaubenshaltungen schlagen. Fehlschlüsse sind Argumente, die dieses Ziel verfehlen, indem sie eine Regel der epistemischen Rechtfertigung verletzen. Dies erklärt zum Beispiel, warum Argumente, die durch Zufall gültig sind, trotzdem irgendwie fehlerhaft sind: weil dem Argumentierenden selbst ein guter Grund fehlt, die Schlussfolgerung zu glauben.
Die Petitio Principii ist aus dieser Perspektive ein Fehlschluss, weil sie das subjektive Wissen nicht durch eine unabhängige Rechtfertigung der Schlussfolgerung erweitert. Stattdessen wird die Schlussfolgerung bereits in einer ihrer Prämissen vorausgesetzt. Mit einem rein logischen Ansatz lässt sich die Fehlerhaftigkeit der Petitio Principii hingegen nicht erklären, da das Argument deduktiv gültig ist.
Der Bayessche Ansatz stellt eine besondere Form des epistemischen Ansatzes dar. Der Bayesianismus interpretiert Glaubensgrade als subjektive Wahrscheinlichkeiten, d. h. als Grade der Gewissheit des Glaubenden, dass die geglaubte Aussage wahr ist. Aus dieser Sicht kann das Schlussfolgern auf der Grundlage eines Arguments als ein Prozess der Veränderung der eigenen Glaubensgrade interpretiert werden, normalerweise als Reaktion auf neu eingehende Informationen. Fehlschlüsse sind probabilistisch schwache Argumente, d. h. sie haben eine geringe Wahrscheinlichkeit in dem bayesschen Modell. Ob ein Argument einen Fehlschluss darstellt oder nicht, hängt von den Glaubensgraden der Person ab, die dieses Argument bewertet. Dies bedeutet, dass was für einen Argumentationsteilnehmer einen Fehlschluss darstellt, für einen anderen ein schlüssiges Argument sein kann. Dies erklärt, warum man beim Versuch, jemanden zu überzeugen, die Überzeugungen des Publikums berücksichtigen sollte. Im Gegensatz zum dialogischen Ansatz können so aber auch Argumente unabhängig von einem Publikum beurteilt werden.
Diese Sichtweise ist gut geeignet, um zu erklären, warum einige Dammbruchargumente (slippery slope arguments) einen Fehlschluss darstellen, andere jedoch nicht. Dammbruchargumente weisen einen bestimmten Vorschlag mit der Begründung zurück, dass dieser Vorschlag eine kausale Kette von Ereignissen nach sich ziehen würde, die letztendlich zu einem schlechten Resultat führen würde. Doch selbst wenn jeder Schritt in dieser Kette relativ wahrscheinlich ist, kann sich durch eine Wahrscheinlichkeitsrechnung dennoch herausstellen, dass die Wahrscheinlichkeit, dass alle Schritte zusammen auftreten, sehr gering ist. In diesem Fall wäre das Argument ein Fehlschluss. Dammbruchargumente sind jedoch dann rational gerechtfertigt, wenn die damit verbundenen Wahrscheinlichkeiten ausreichend hoch sind.

## Arten
In der akademischen Literatur wird eine Vielzahl von informellen Fehlschlüssen diskutiert. Umstritten ist sowohl, ob ein bestimmtes Argument wirklich bei jedem Auftreten einen Fehlschluss darstellt, als auch, wie die verschiedenen Fehlschlüsse in Kategorien zusammengefasst werden sollen. Die hier vorgenommene Kategorisierung folgt Vorschlägen, die in der wissenschaftlichen Literatur in diesen oder ähnlichen Begriffen zu finden sind. Sie unterscheidet zwischen Fehlschlüssen der Ambiguität (fallacies of ambiguity), die ihren Ursprung in mehrdeutiger oder vager Sprache haben, Fehlschlüssen der Annahme (fallacies of presumption), bei denen falsche oder ungerechtfertigte Prämissen zugrunde gelegt werden, und Fehlschlüssen der Relevanz (fallacies of relevance), bei denen die Prämissen für die Schlussfolgerung trotz des Anscheins nicht relevant sind. Es wurden auch andere Kategorisierungen vorgeschlagen und einige Fehlschlüsse innerhalb dieser Kategorisierung könnten auch in eine andere Kategorie eingeordnet werden.

### Fehlschlüsse der Ambiguität
Die Fehlerquelle für Fehlschlüsse der Ambiguität findet sich im Sprachgebrauch. Das liegt daran, dass viele Begriffe in der natürlichen Sprache mehrdeutige oder vage Bedeutungen haben. Ambige Begriffe haben mehrere Bedeutungen, während vage Begriffe eine unklare Bedeutung haben. Fehlschlüsse der Ambiguität führen oft zu rein verbalen Auseinandersetzungen: Die Argumentationsteilnehmer haben unterschiedliche Themen im Blick und reden dabei aneinander vorbei, ohne sich dessen bewusst zu sein. Eine Möglichkeit, diese Fehlschlüsse zu vermeiden oder aufzulösen, besteht darin, die Sprache zu präzisieren, z. B. indem man sich auf Definitionen festlegt und neue Unterscheidungen einführt. Solche Umformulierungen können auch eine Verdichtung des ursprünglichen Arguments beinhalten, damit der fehlerhafte Schritt leichter zu erkennen ist.
Fehlschlüsse der Äquivokation sind vielleicht das beste Beispiel für Fehlschlüsse der Ambiguität. Bei ihnen tritt ein und derselbe Begriff mit zwei verschiedenen Bedeutungen in den Prämissen auf, z. B.:
Was einen Bart hat, kann man rasieren.
Schlüssel haben einen Bart.
Also kann man Schlüssel rasieren.
Die Quelle dieses Fehlschlusses liegt in der Zweideutigkeit des Begriffs „Bart“, der zuerst im Sinne von „Barthaar“ und später im Sinne von „Schlüsselbart“ verwendet wird. Äquivokationen sind besonders schwer zu erkennen, wenn die beiden Bedeutungen sehr eng miteinander verwandt sind.
Bei dem Fehlschluss der Amphibolie handelt es sich ebenfalls um eine Mehrdeutigkeit in der Bedeutung, die jedoch nicht auf der Ebene der einzelnen Begriffe, sondern auf der Ebene des Satzes als Ganzem durch syntaktische Mehrdeutigkeit entsteht, z. B.:
„Die Polizei wurde aufgefordert, den Konsum von Alkohol auf dem Campus nach Mitternacht zu beenden.
Deshalb können sie jetzt viel besser auf Notfälle reagieren als zuvor.“
Nach einer Interpretation ist es der Polizei nicht mehr erlaubt, Alkohol zu trinken. Nach einer anderen ist es nun die Aufgabe der Polizei, andere Menschen vom Trinken abzuhalten. Das Argument scheint bei der ersteren Lesart plausibel zu sein, bei der letzteren jedoch falsch.
Die Fehlschlüsse der Division und der Komposition sind auf die Mehrdeutigkeit des Begriffs „alle“ und ähnlicher Ausdrücke zurückzuführen. Dieser Begriff hat sowohl eine kollektive als auch eine distributive Bedeutung. Zum Beispiel kann der Satz „alle Bürger sind stark genug, um einem Tyrannen zu widerstehen“ bedeuten, dass entweder alle zusammen stark genug sind (kollektiv) oder dass jeder einzeln stark genug ist (distributiv). Der Fehlschluss der Division wird begangen, wenn man aus dem Satz im kollektiven Sinne folgert, dass ein bestimmtes Individuum stark genug ist. Der Fehlschluss der Komposition liegt vor, wenn man aus der Tatsache, dass alle Mitglieder einer Gruppe eine Eigenschaft haben, ableitet, dass die Gruppe als Ganzes diese Eigenschaft hat. Zum Beispiel „jedes Mitglied des Forschungsteams war ein ausgezeichneter Forscher“, also „war es ein ausgezeichnetes Forschungsteam“. Jede Form der falschen Übertragung einer Eigenschaft vom Ganzen auf seine Teile oder umgekehrt gehört zur Kategorie der Fehlschlüsse der Division und Komposition, auch wenn sprachliche Mehrdeutigkeit nicht die Ursache ist.

### Fehlschlüsse der Annahme
Fehlschlüsse der Annahme gehen von einer falschen oder ungerechtfertigten Prämisse aus, sind aber ansonsten oft gültig. Diese problematische Prämisse kann verschiedene Formen annehmen und der Glaube daran kann auf unterschiedliche Weisen verursacht werden, entsprechend den verschiedenen Unterkategorien in diesem Bereich. Viele bekannte (angebliche) Fehlschlüsse im Bereich der Philosophie fallen in diese Kategorie, z. B. der naturalistische Fehlschluss, der moralistische Fehlschluss oder der intentionale Fehlschluss.
Ein falsches Dilemma ist ein Fehlschluss der Annahme, welcher auf einer falschen disjunkten Behauptung beruht, die die Realität zu stark vereinfacht, indem zulässige Alternativen ausgeschlossen werden. Ein falsches Dilemma liegt beispielsweise vor, wenn behauptet wird, dass „Stacey sich gegen den Kapitalismus ausgesprochen hat und deshalb eine Kommunistin sein muss“. Eine der ausgeschlossenen Optionen ist, dass Stacey weder Kommunistin noch Kapitalistin ist. Die Neigung, falsche Dilemmata zu begehen, kann auf die Tendenz zurückzuführen sein, die Realität zu vereinfachen, indem sie durch Entweder-oder-Aussagen geordnet wird.
Bei Fehlschlüssen der Verallgemeinerung ist die falsche Prämisse auf eine fehlerhafte Verallgemeinerung zurückzuführen. Im Falle des Fehlschlusses der pauschalen Verallgemeinerung (fallacy of sweeping generalization) wird eine allgemeine Regel fälschlicherweise auf einen Ausnahmefall angewendet. Zum Beispiel: „Jeder hat ein Recht auf sein Eigentum. Obwohl Jones für geisteskrank erklärt wurde, hatten sie daher kein Recht, ihm seine Waffe wegzunehmen“.:147 Die Verallgemeinerung in diesem Fall lässt außer Acht, dass Geisteskrankheit ein Ausnahmefall ist, für den die allgemeinen Eigentumsrechte nicht uneingeschränkt gelten. Eine vorschnelle Verallgemeinerung (hasty generalization) hingegen beinhaltet den umgekehrten Fehler, eine universelle Schlussfolgerung auf der Grundlage einer kleinen Anzahl von Fällen zu ziehen. Zum Beispiel: „Ich habe bisher zwei Menschen in Nicaragua getroffen, und beide waren nett zu mir. Also werden alle Menschen, die ich in Nicaragua treffen werde, nett zu mir sein“.
Die Petitio Principii ist eine Form des Zirkelschlusses, bei der die Schlussfolgerung bereits in den Prämissen vorausgesetzt wird. Aus diesem Grund können die Prämissen die Schlussfolgerung nicht unabhängig unterstützen. Beispielsweise bietet die Aussage „Grün ist die beste Farbe, weil sie die grünste aller Farben ist“ außer der ursprünglichen Annahme keinen unabhängigen Grund für die Schlussfolgerung. Diesen Fehlschluss aufzudecken, kann schwierig sein, wenn es sich um ein komplexes Argument mit vielen Unterargumenten handelt, was zu einem großen Zirkel führt.

### Fehlschlüsse der Relevanz
Fehlschlüsse der Relevanz sind Prämissen, die trotz des anderweitigen Anscheins nicht für die Schlussfolgerung relevant sind. Dennoch kann es ihnen gelingen, das Publikum zu überzeugen, weil sie emotional aufgeladen sind, z. B. durch das Ausnutzen von Vorurteilen, Mitleid oder Angst.
Ad hominem Argumente stellen eine wichtige Klasse innerhalb der Fehlschlüsse der Relevanz dar. Bei ihnen versucht der Argumentierende, eine These anzugreifen, indem er die Person angreift, die diese These vertritt, anstatt die These selbst anzugreifen. Die Ablehnung einer Theorie in der Physik, weil ihr Autor jüdisch ist, wie es in den frühen 1930er Jahren in der deutschen Physikgemeinde üblich war, ist ein Beispiel für einen ad hominem Fehlschluss. Aber nicht alle ad hominem Argumente sind Fehlschlüsse. Vor Gericht ist es beispielsweise eine gängige und sinnvolle Praxis, sich gegen eine Anschuldigung zu verteidigen, indem man die Glaubwürdigkeit der Zeugen infrage stellt. Der Unterschied zwischen fehlerhaften und berechtigten ad hominem Argumenten hängt davon ab, inwieweit der Charakter der angegriffenen Person für die betreffende These relevant ist. Die kulturelle Herkunft des Autors scheint für physikalische Theorien in den meisten Fällen nur eine geringe Relevanz zu haben, während die Glaubwürdigkeit eines Zeugens vor Gericht sehr relevant dafür ist, ob es gerechtfertigt ist, seiner Aussage Glauben zu schenken. Der Whataboutism ist eine besondere Form des ad hominem Fehlschlusses, bei dem versucht wird, die Position des Gegners zu diskreditieren, indem man ihm Heuchelei vorwirft, ohne sein Argument direkt zu widerlegen. Es wird insbesondere mit der sowjetischen und russischen Propaganda in Verbindung gebracht.
Das argumentum ad ignorantiam ist ein weiterer Fehlschluss, der auf Irrelevanz beruht. Es basiert auf der Prämisse, dass es für eine bestimmte Behauptung keine Beweise gibt. Aus dieser Prämisse wird der Schluss gezogen, dass diese Behauptung daher falsch sein muss. Zum Beispiel: „Niemand hat mir jemals bewiesen, dass es einen Gott gibt, also weiß ich, dass es keinen Gott gibt“. Eine andere Version des argumentum ad ignorantiam folgert aus dem Fehlen von Beweisen gegen eine Behauptung, dass diese Behauptung wahr sein muss.
Analogieargumente sind ebenfalls anfällig für Fehlschlüsse der Relevanz. Eine Analogie ist ein Vergleich zwischen zwei Objekten, der auf deren Ähnlichkeit beruht. Bei Analogieargumenten geht es darum, von Informationen über ein bekanntes Objekt (die Quelle) auf die Merkmale eines unbekannten Objekts (das Ziel) zu schließen, und zwar auf der Grundlage der Ähnlichkeit zwischen den beiden Objekten. Analogieargumente haben die folgende Form: a ist ähnlich wie b und a hat das Merkmal F, daher hat b wahrscheinlich auch das Merkmal F. Die Schlüssigkeit solcher Argumente hängt von der Relevanz dieser Ähnlichkeit für das abgeleitete Merkmal ab. Ohne diese Relevanz stellt das Argument eine fehlerhafte oder falsche Analogie dar, zum Beispiel: „Wenn ein Kind ein neues Spielzeug bekommt, wird es damit spielen wollen; wenn also eine Nation neue Waffen bekommt, wird sie diese auch benutzen wollen“.